# Radek John

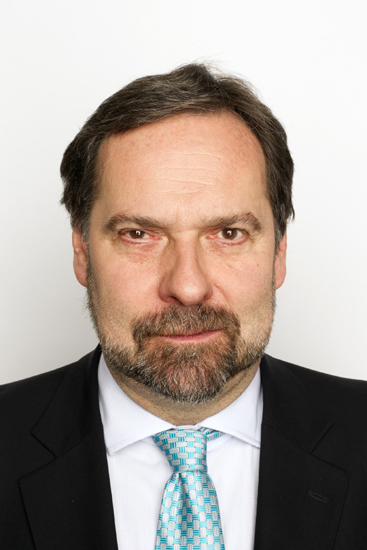
Radek John 2010

Radek John (* 6. Dezember 1954 in Prag) ist ein tschechischer Publizist, Schriftsteller, Drehbuchautor und Politiker. Von Juli 2010 bis zum 21. April 2011 war er Innenminister der Tschechischen Republik in der Regierung Nečas, anschließend bis zum 11. Mai 2011 stellvertretender Ministerpräsident mit der Zuständigkeit für Korruptionsbekämpfung.

## Leben
Sein Vater ist der Immunologe Ctirad John, seine Mutter die Redakteurin Božena Johnová. 1979 legte er die Prüfung an der FAMU ab. 1980 bis 1993 arbeitete John als Redakteur bei der Zeitschrift Junge Welt (Mladý svět). Bekannt wurde er durch den Roman Memento, der sich mit den Problemen von Drogensüchtigen beschäftigt und der in zehn Sprachen übersetzt wurde. Er verfasste ferner Reiseberichte.
In den 1980er Jahren war er auch als Drehbuchautor des Filmstudios Barrandov und des Tschechischen Fernsehens tätig. In dieser Zeit schrieb er die Drehbücher zu einer Reihe bekannter Filme. 1994 wechselte er zum neuen Fernsehsender TV Nova, bei dem er zunächst als Reporter und später als Redakteur der Sendung Mit eigenen Augen (Na vlastní oči) tätig war. Von 1997 bis 2003 war er der für Publizistik zuständige Chefredakteur. 1995 gewann er den Wettbewerb Týtý und wurde das bekannteste Gesicht im Fernsehen. Er verließ TV Nova im Jahr 2009.
John ist mit der Schauspielerin Zlata Adamovská verheiratet und hat zwei Kinder.

## Politische Aktivitäten
Im Juni 2009 wurde John zum Vorsitzenden der bis dahin nur auf kommunaler Ebene in Erscheinung getretenen Partei Věci veřejné gewählt. Für sie trat er bei den Wahlen zum Tschechischen Parlament im Juni 2010 als Spitzenkandidat in Prag an und wurde ins Parlament gewählt.
In der Regierung Nečas war John seit 13. Juli 2010 stellvertretender Ministerpräsident und Innenminister. Im Zusammenhang der bekannt gewordenen Verquickungen der VV mit einer Sicherheitsagentur musste John am 21. April 2011 das Innenressort an den parteilosen Jan Kubice abgeben und war seither stellvertretender Ministerpräsident mit der Zuständigkeit für Korruptionsbekämpfung. Mit der Begründung mangelnder Unterstützung bei seiner Aufgabe erklärte John bereits am 11. Mai 2011 seinen Rücktritt auch von diesem Posten.

## Werke

### Drehbücher
- 1980: Nur so ein bißchen vor sich hinpfeifen (Jen si tak trochu písknout)
- 1981: Wie die Hasen (Jako zajíci)
- 1982: Schneeglöckchen und Alleskönner (Sněženky a machři)
- 1987: Der Boß kennt auch den Staatsanwalt (Bony a Klid)
- 1987: Warum? (Proč?)
- 1990: Unser tschechisches Liedchen (Ta naše písnička česká II)
- 1991: Tankový prapor (Autor: Josef Škvorecký)

### Bücher
- Jeanswelt (Džínový svět), 1980 – Roman über junge Menschen
- Der Beginn des Jahrhunderts (Začátek letopočtu), 1984 – Mitautor ist Ivan Pelant
- Memento, 1986 – Ein Tatsachenbericht über einen Realschüler der mit Drogen Bekanntschaft macht und an den Rand der Gesellschaft herausgedrückt wird. Es folgt Gefängnis. Er übergibt sich oft und ist zum Schluss nicht mehr in der Lage Nahrung aufzunehmen.
- Schwarzgeld und Ruhe (Bony a klid), 1987 – Aus dem Leben der Geldwechsler
- Wie ich Amerika sah (Jak jsem viděl Ameriku), 1990 – Reportage
- Drogen! (Drogy!), 1995 – Mitautor Jiří Presl